# Larrabee (microarquitectura)
Larrabee és el nom en clau d'un xip GPGPU cancel·lat que Intel estava desenvolupant per separat de la seva línia actual d'acceleradors gràfics integrats. Rep el nom de Mount Larrabee o Larrabee State Park al comtat de Whatcom, Washington, prop de la ciutat de Bellingham. El xip s'havia de llançar l'any 2010 com el nucli d'una targeta gràfica 3D de consum, però aquests plans es van cancel·lar a causa dels retards i de les primeres xifres decebedores de rendiment. El projecte per produir un producte minorista de GPU directament des del projecte d'investigació Larrabee es va acabar el maig de 2010 i la seva tecnologia es va passar a Xeon Phi. L'arquitectura multiprocessador Intel MIC anunciada el 2010 va heretar molts elements de disseny del projecte Larrabee, però no funciona com a unitat de processament gràfic; el producte està pensat com a coprocessador per a la informàtica d'alt rendiment.
Gairebé una dècada després, el 12 de juny de 2018; la idea d'una GPU dedicada a Intel es va reviure de nou amb el desig d'Intel de crear una GPU discreta el 2020. Aquest projecte es convertiria finalment en les sèries Intel Xe i Intel Arc, llançades el setembre del 2020 i el març del 2022, respectivament, però ambdues no estaven connectades amb el treball del projecte Larrabee.

## Estat del projecte
El 4 de desembre de 2009, Intel va anunciar oficialment que el Larrabee de primera generació no es llançaria com a producte de GPU de consum. En canvi, s'havia de llançar com a plataforma de desenvolupament per a gràfics i informàtica d'alt rendiment. El motiu oficial del restabliment estratègic es va atribuir als retards en el desenvolupament de maquinari i programari. El 25 de maig de 2010, el bloc Technology@Intel va anunciar que Larrabee no es llançaria com a GPU, sinó que es llançaria com a producte per a la informàtica d'alt rendiment competint amb Nvidia Tesla.
El projecte per produir un producte minorista de GPU directament des del projecte d'investigació Larrabee es va acabar el maig de 2010. L'arquitectura multiprocessador Intel MIC anunciada el 2010 va heretar molts elements de disseny del projecte Larrabee, però no funciona com a unitat de processament gràfic; el producte està pensat com a coprocessador per a la informàtica d'alt rendiment. El prototip de targeta es va anomenar Knights Ferry, una targeta de producció construïda amb el procés de 22 nm anomenat Knights Corner es va planificar per a la producció el 2012.

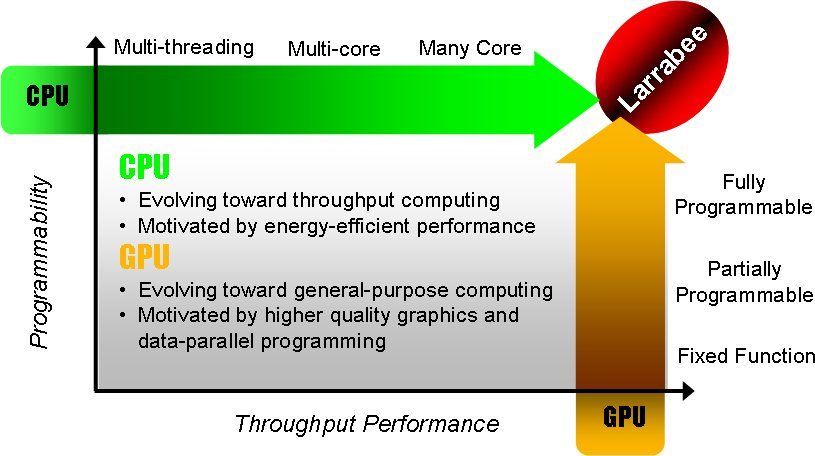
Segons Intel, Larrabee té un pipeline totalment programable, a diferència de les targetes gràfiques de la generació actual que només són parcialment programables.

## Comparació amb productes de la competència
Larrabee es pot considerar un híbrid entre una CPU multinucli i una GPU, i té similituds amb ambdues. La seva jerarquia de memòria cau coherent i la compatibilitat amb l'arquitectura x86 són semblants a la CPU, mentre que les seves àmplies unitats vectorials SIMD i el maquinari de mostreig de textures són semblants a la GPU.
Com a GPU, Larrabee hauria suportat gràfics 3D rasteritzats tradicionals (Direct3D i OpenGL) per a jocs. Tanmateix, la seva hibridació de funcions de CPU i GPU també hauria d'haver estat adequada per a tasques de processament de fluxos o GPU de propòsit general (GPGPU). Per exemple, podria haver realitzat el traçat de raigs o el processament físic en temps real per a jocs o fora de línia per a la investigació científica com a component d'un superordinador.
La primera presentació de Larrabee va provocar algunes crítiques dels competidors de la GPU. A NVISION 08, un empleat de Nvidia va anomenar el document SIGGRAPH d'Intel sobre Larrabee com a "puff de màrqueting" i va citar un analista de la indústria (Peter Glaskowsky) que va especular que l'arquitectura de Larrabee era "com una GPU del 2006". El juny de 2009, Intel va afirmar que els prototips de Larrabee estaven a l'alçada de la Nvidia GeForce GTX 285. Justin Rattner, CTO d'Intel, va fer una presentació a la conferència de Supercomputing 2009 el 17 de novembre de 2009. Durant la seva xerrada va demostrar un processador Larrabee amb overclock que superava un teraFLOPS en rendiment. Va afirmar que aquesta era la primera demostració pública d'un sistema d'un sol xip que superava un teraFLOPS. Va assenyalar que es tractava de silici primerenc, deixant així oberta la qüestió del rendiment eventual per a l'arquitectura. Com que això era només una cinquena part de les plaques gràfiques competidores disponibles, Larrabee va ser cancel·lada "com a producte de gràfics discrets autònoms" el 4 de desembre de 2009.